# Pad (rzeka)

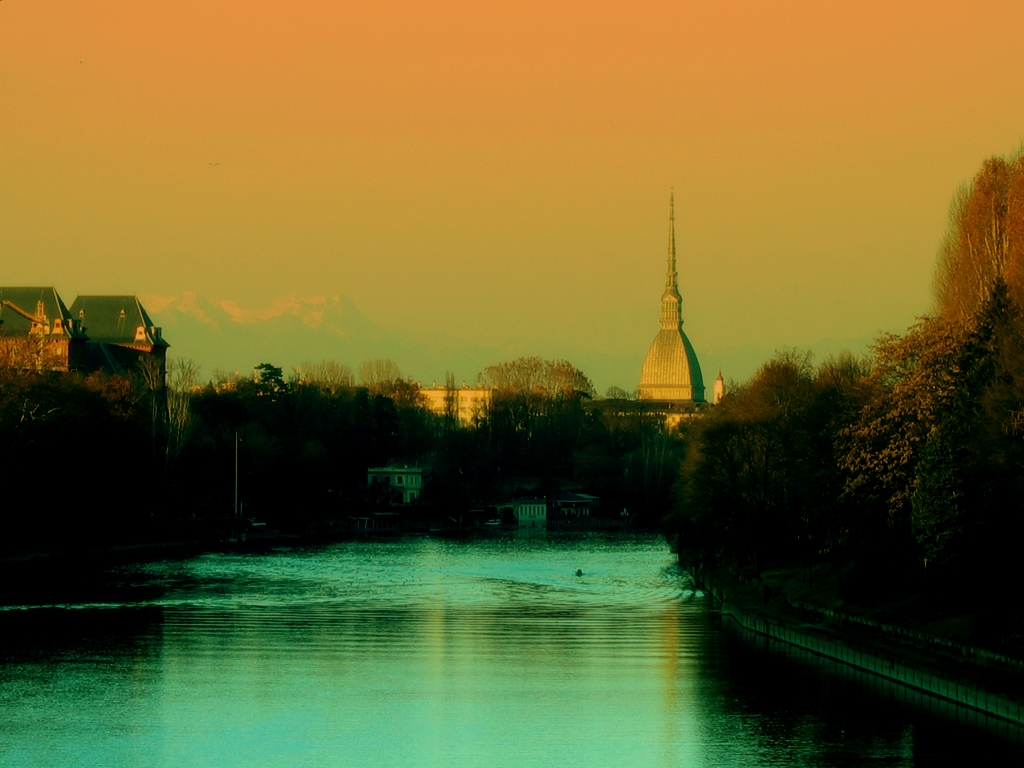
Pad w Turynie

Pad (wł. Po [pɔ], łac. Padus) – rzeka w północnych Włoszech o długości 652 km, najdłuższa i największa rzeka tego kraju: średni przepływ przy ujściu 1507 m³/s, maksymalny przepływ zanotowany w Pontelagoscuro koło Ferrary wyniósł 10 300 m³/s. Powierzchnia jej dorzecza wynosi ok. 75 tys. km², stanowi to ok. 1/4 powierzchni całych Włoch.
Źródła Padu znajdują się w Pian del Re na terenie gminy Crissolo, na wysokości 2022 m n.p.m. u stóp Monte Viso w Alpach Kotyjskich. Przepływa przez wyżynę Monferrato i tworzy naturalną granicę dwóch regionów – Lombardii i Emilii-Romanii. Następnie płynie z zachodu na wschód żyzną Niziną Padańską. Uchodzi do Morza Adriatyckiego w pobliżu Wenecji, tworząc deltę – jedną z najbardziej rozbudowanych w Europie.
Delta Padu, zaczynająca się już w pobliżu Ferrary, ma powierzchnię ok. 380 km². Liczy 14 ramion podzielonych na 5 grup: Po di Levante, Po di Maestra, Po delle Tolle, Po di Goro e di Gnocca, Po della Pilla.
Ze względu na to, że formuje się ona w końcowej części Adriatyku – zamkniętej, stosunkowo spokojnej, wolnej od silnych pływów, gwałtownego falowania i prądów morskich – jest jedną z najszybciej przyrastających delt rzecznych: od czasów rzymskich do połowy XX w. urosła o ok. 35 km. Obecnie roczny przyrost powierzchni delty wynosi ok. 80 ha. Delta ta charakteryzuje się również wyjątkowo dużą miąższością osadów, przekraczającą 172 m.
- ważne miasta: Turyn, Casale Monferrato, Piacenza, Cremona i Ferrara.

- główne dopływy: Dora Riparia, Dora Baltea, Sesia, Ticino, Adda, Oglio, Mincio, Tanaro, Scrivia, Trebbia, Taro, Panaro.

Pad jest żeglowny do Pawii przez ramię ujściowe Po della Pila, prowadzące najwięcej wody.
Dolina Padu była zamieszkana już w paleolicie i neolicie, a począwszy od czasów rzymskich prowadzi się prace regulacyjne, mające zapobiec powodziom (najbardziej katastrofalne były powodzie w latach 589, 1150, 1438, 1882, 1917, 1926, 1951, 1957, 1966).